# Jusuf Kasow
Jusuf Kasow (bulgarisch Юсуф Касов) ist ein bulgarischer Naturbahnrodler. Er startete ab der Saison 2009/2010 im Weltcup sowie bei Welt- und Europameisterschaften.

## Karriere
Jusuf Kasow bestritt in der Saison 2009/2010 zwei Weltcuprennen. Bei seinem Debüt am 10. Januar 2010 in Umhausen erzielte er den 40. Platz von 43 Startern und in seinem zweiten Weltcuprennen in Latsch fuhr er unter 40 Teilnehmern auf Rang 34. Damit belegte er im Gesamtweltcup den 54. Platz. Zwischen diesen beiden Weltcuprennen nahm er an der Europameisterschaft 2010 in St. Sebastian teil, wo er mit einem Rückstand von über eineinhalb Minuten als Drittletzter den 35. Platz belegte. Zwei Wochen danach startete er auch bei der Juniorenweltmeisterschaft 2010 in Deutschnofen, wo er wieder als Drittletzter auf Platz 28 fuhr.
In der Saison 2010/2011 nahm Kasow an keinen Weltcuprennen teil. Er startete aber bei der Weltmeisterschaft 2011 in Umhausen, wo er unter 40 gewerteten Rodlern den 35. Platz belegte, sowie bei der Junioreneuropameisterschaft 2011 in Laas, wo er als 27. von 29 gewerteten Rodlern ebenfalls nur eine Platzierung im Schlussfeld erzielte. Zusammen mit Georgi Antschow startete er bei der Junioren-EM auch zum ersten Mal im Doppelsitzer. Das Duo belegte den siebenten und letzten Platz. In der Saison 2011/2012 nahm Kasow an keinen internationalen Wettkämpfen teil.

## Erfolge

### Weltmeisterschaften
- Umhausen 2011: 35. Einsitzer

### Europameisterschaften
- St. Sebastian 2010: 35. Einsitzer

### Juniorenweltmeisterschaften
- Deutschnofen 2010: 28. Einsitzer

### Junioreneuropameisterschaften
- Laas 2011: 27. Einsitzer, 7. Doppelsitzer (mit Georgi Antschow)

### Weltcup
- Zwei Platzierungen unter den besten 40